# Pretty Persuasion
Pour plus de détails, voir Fiche technique et Distribution.
Pretty Persuasion est film américain de Marcos Siega réalisé en 2005. 

## Synopsis
À Beverly Hills, Kimberly Joyce, une adolescente de 15 ans manipulatrice et démoniaque, aspirant à la reconnaissance en tant qu'actrice, convainc ses amies Randa et Brittany d'accuser leur professeur d'art et littérature de harcèlement sexuel. Elle manipule également la journaliste lesbienne Emily Klein qui s'occupe de l'affaire, et la convainc de les soutenir pendant le procès, ce qui amènera le groupe à une conclusion tragique et surprenante.

## Distribution
- Evan Rachel Wood : Kimberly Joyce
- David Wagner : Morgan
- Brent Goldberg : Rick
- Elisabeth Harnois : Brittany
- Stark Sands : Troy
- Jane Krakowski : Emily Klein
- Michael Hitchcock : Professeur Charles Mayer
- Danny Comden : Roger Nicholl
- Jaime King : Kathy Joyce
- Josh Zuckerman : Josh Horowitz
- James Snyder : Dave
- Selma Blair : Grace Anderson
- Lisa Arturo : Stephanie Swift
- Tina Holmes : Nadine
- Adi Schnall : Randa